# Mario Magri
Mario Magri (Arezzo, 17 aprile 1897 – Roma, 24 marzo 1944) è stato un militare e partigiano italiano, veterano della prima guerra mondiale. Nel 1919 partecipò all'impresa di Fiume al seguito di Gabriele D'Annunzio, di cui divenne aiutante di campo; al termine dell'avventura fiumana andò in Marocco a combattere al fianco di Abd el-Krim contro gli spagnoli. Rientrato in Patria dopo il delitto Matteotti divenne antifascista; per questo trascorse 17 anni al confino in varie località italiane, e passò trentasei mesi in carcere. Dopo la caduta del fascismo e l'armistizio con gli Alleati, riuscì a raggiungere Roma entrando nelle file dell'Unione Nazionale della Democrazia Italiana (UNDI). Catturato dai nazifascisti, fu ucciso nell'eccidio delle Fosse Ardeatine, eseguito in rappresaglia per l'attentato di via Rasella. Fu decorato di una Medaglia d'argento, due di bronzo al valor militare e della Croce al merito di guerra.

## Biografia

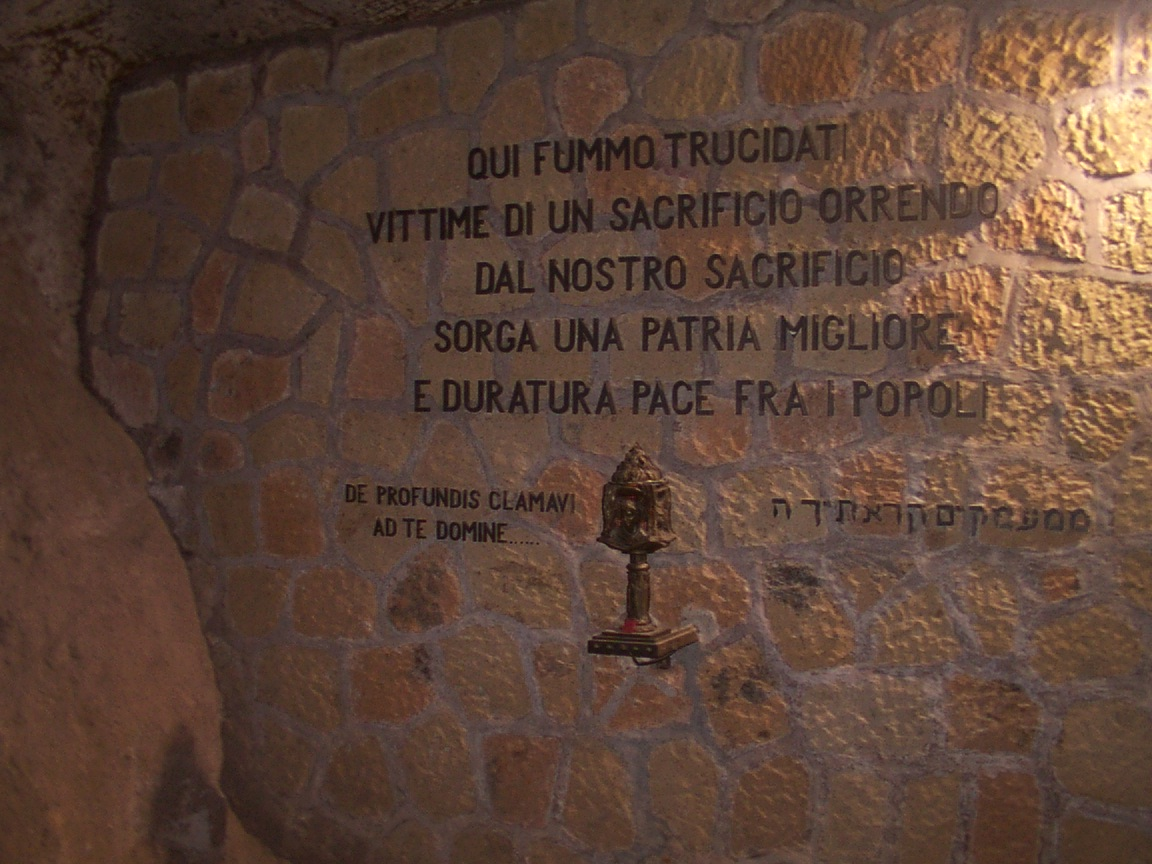
Lapide commemorativa dell'eccidio delle Fosse Ardeatine.

Nacque ad Arezzo il 17 aprile 1897, in una famiglia di tradizioni risorgimentali, figlio di Ugo e di Adele Mini. Nella città natale frequentò le scuole elementari, le medie e quindi il Liceo classico "Francesco Petrarca".
All'atto dell'entrata in guerra del Regno d'Italia, avvenuta il 24 maggio 1915, si arruolò volontario nel Regio Esercito, venendo assegnato all'arma di artiglieria. Si distinse particolarmente nel corso del conflitto, dove fu ferito due volte, raggiungendo il grado di capitano e venendo decorato con due Medaglie di bronzo al valor militare e tre Croci al merito di guerra.
Nel 1919 seguì come legionario Gabriele D'Annunzio nell'impresa di Fiume, divenendone aiutante di campo e comandante  dell'Ufficio Colpi di Mano (UCM). Personalità di spicco della Reggenza italiana del Carnaro, lo stesso D'Annunzio lo decorò con la Medaglia d'oro di Fiume.
Al termine dell'impresa di Fiume si trasferì in Marocco, dove sotto la guida di Abd el-Krim si era costituita la Repubblica del Rif.  Divenuto comandante dell'artiglieria, nel 1921 prese parte alla battaglia di Annoual dove i marocchini sconfissero pesantemente l'esercito spagnolo al comando del generale Manuel Fernández Silvestre y Pantiga. Dopo la caduta della repubblica berbera sotto l'attacco congiunto franco-spagnolo, andò dapprima in Francia e poi rientrò in patria subito dopo il delitto Matteotti. Prese subito la distanze dal regime fascista, recandosi in visita più volte da D'Annunzio nel tentativo di convincerlo a opporsi apertamente a Benito Mussolini.
Nel novembre 1926 fu arrestato in quanto considerato pericoloso dal regime fascista; per questo, senza alcun processo presso il Tribunale Speciale, venne condannato al confino dove rimase ininterrottamente per 17 anni, soggiornando dapprima a Lipari, poi via via a Ponza, alle Tremiti a Cirò, a Petronà e a Pescopagano. Riuscì a evadere due volte, nel 1927 e nel 1929, ma venne sempre ricatturato, scontando per questo complessivamente trentasei mesi di carcere. Mentre era a Ponza conobbe Rita Parisi, che sposò.
Alla caduta del regime fascista, avvenuta il 25 luglio 1943, venne liberato. Dopo l'armistizio dell'8 settembre, riuscì a rientrare clandestinamente a Roma deciso ad aderire alla Resistenza, fondando l'Unione Nazionale della Democrazia Italiana, in cui ricoprì il ruolo di comandante militare.
Il 26 gennaio 1944, a seguito di una delazione, venne catturato dalla polizia fascista e successivamente consegnato alle SS e rinchiuso nella cella n.1  del carcere di via Tasso.
Dopo l'attentato di via Rasella, come rappresaglia, il 24 marzo 1944 fu prelevato dalla sua cella e trasportato alle Fosse Ardeatine dove fu assassinato. L'ANFIM lo indica come appartenente al Fronte militare clandestino o al Partito d'Azione. Fu membro della Massoneria.
Nel dopoguerra fu insignito di Medaglia d'argento al valor militare alla memoria.

## Pubblicazioni
- Una vita per la libertà. Diciassette anni di confino politico di un martire delle Fosse Ardeatine, Editore Ludovico Puglielli, Roma, 1956.

### Annotazioni
1. ↑  Nel suo libro sulle gesta degli “Uscocchi” Tom Antongini ricorda i legionari incaricati di reperire rifornimenti e generi di prima necessità per la città assediata, mediante colpi di mano ed azioni molto rischiose al limite della pirateria.
2. ↑  Assieme ad altri detenuti tra cui Carlo Zaccagnini, don Pietro Pappagallo e il colonnello Giuseppe Cordero Lanza di Montezemolo, capo del Fronte militare clandestino.

### Fonti
1. 1 2 3  Biscarini 2015, pp. 72-75.
2. 1 2 3 4  Corriere di Arezzo.
3. 1 2 3 4 5 6 7 8  Mino Renzaglia.
4. ↑  Antongini 1951, p. 3.
5. ↑  Elenco delle vittime sul sito ANFIM.
6. ↑  Scheda di Mario Magri su mausoleofosseardeatine.it.
7. ↑  "I martiri delle Ardeatine. Omaggio alle memoria delle 335 vittime dell’eccidio nazista. Tra loro ricordiamo anche i 21 fratelli trucidati nelle cave alla periferia di Roma, eroi della libertà", Erasmo, 3 marzo 2021, p. 21.